# Askeaton

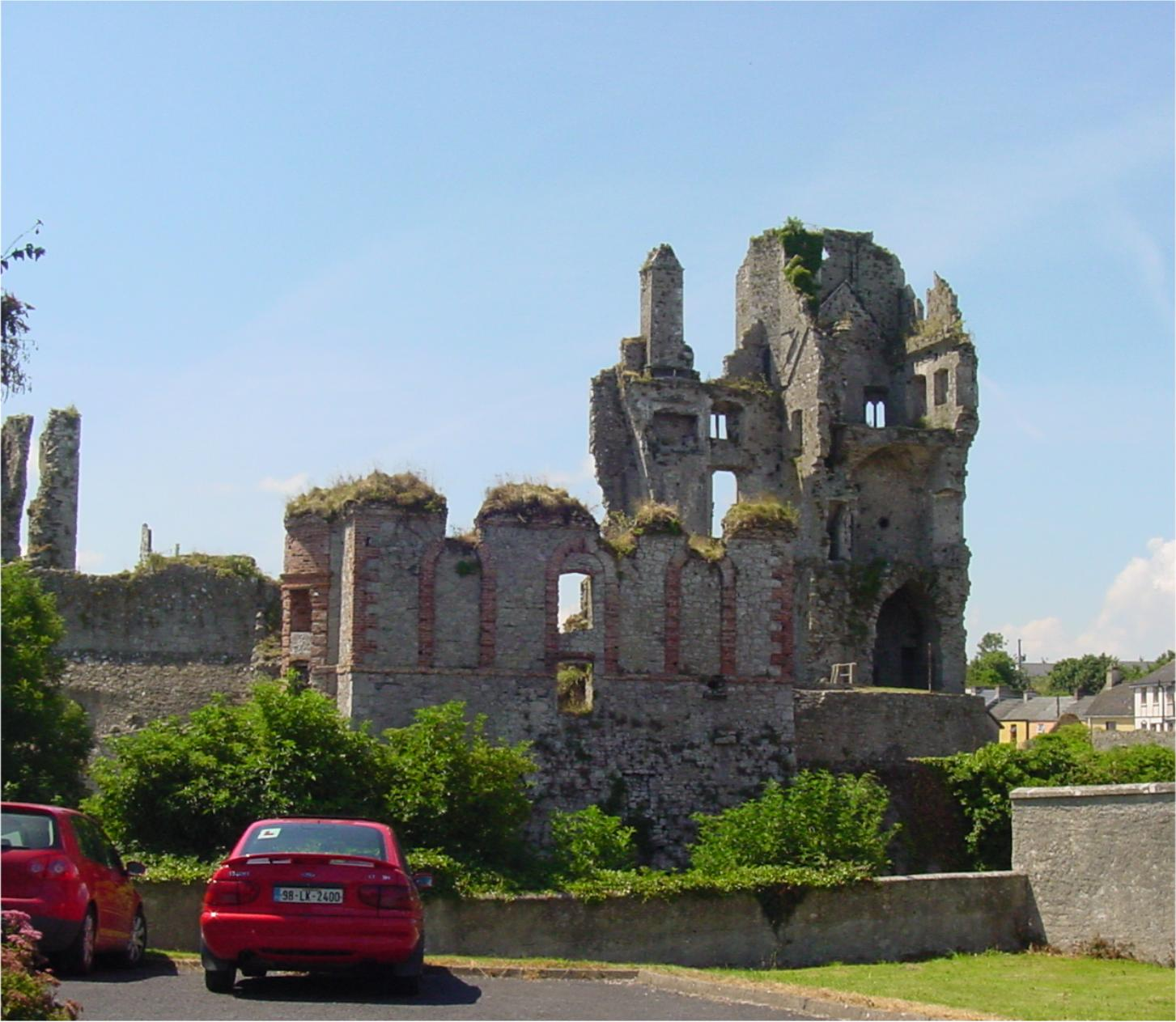
Askeaton Castle.

Askeaton (iriska: Eas Géitine) är en ort i grevskapet Limerick i Republiken Irland. Orten är belägen längs med vägen N69, cirka 3 kilometer från floden Shannons mynning i Atlanten. Tätorten (settlement) Askeaton hade 1 137 invånare vid folkräkningen 2016.